# Pentila nero
Pentila nero är en fjärilsart som beskrevs av Smith och Kirby 1894. Pentila nero ingår i släktet Pentila och familjen juvelvingar. Inga underarter finns listade i Catalogue of Life.